# 21400 Ahdout
21400 Ahdout è un asteroide della fascia principale. Scoperto nel 1998, presenta un'orbita caratterizzata da un semiasse maggiore pari a 2,3137463 UA e da un'eccentricità di 0,2008260, inclinata di 3,60501° rispetto all'eclittica.